# Muriel Casals
Muriel Casals Couturier (Aviñón, 6 de abril de 1945-Barcelona, 14 de febrero de 2016) fue una economista, profesora y política española; activa defensora de la independencia de Cataluña desde la organización Òmnium Cultural, cuya presidencia ocupó entre 2010 y julio de 2015. Profesora emérita del Departamento de Economía e Historia Económica de la Universidad Autónoma de Barcelona, donde también fue vicerrectora de Relaciones Internacionales y Cooperación entre los años 2002 y 2005.

## Biografía
Nacida en Aviñón, hija de Lluís Casals García, soldado republicano en el exilio, y de su esposa francesa, cuando apenas tenía seis meses se trasladó con la familia a Sabadell. Divorciada y con una hija. Licenciada por la Universidad de Barcelona (1969), se doctoró en 1981 con la tesis La industria textil lanera y la guerra 1914-18 en la Universidad Autónoma de Barcelona, donde desarrolló su tarea docente como profesora titular de Fundamento de los Análisis Económicos.
Miembro del PSUC en su juventud, pasó posteriormente a militar en ICV.

### Actividad profesional
Entre sus temas de investigación estuvieron las reconversiones industriales, la historia del pensamiento económico, la economía europea y la situación de las mujeres en estos procesos. Casals fue también representante de la UAB en la Red Vives de Universidades de 2002 a 2009 y realizó estancias en universidades británicas: la Universidad de Edimburgo (1990), la Escuela de Economía y Ciencia Política de Londres (1998) y la Universidad de Gales en Bangor (1999).
Fue colaboradora habitual del semanario El Temps y de Catalunya Informació. Fue miembro del consejo de administración de la Corporación Catalana de Medios Audiovisuales (1983-1988) y miembro del Consejo Catalán del Movimiento Europeo. Formó parte también de la junta del Ateneo Barcelonés (2003-2007).

#### Presidencia de Òmnium Cultural (2010-2015)
El 20 de marzo de 2010 fue elegida presidenta de Òmnium Cultural, entidad sin ánimo de lucro que trabaja para la promoción de la lengua y la cultura catalana y por la identidad nacional de Cataluña. Sustituyó a Jordi Porta, que había presidido la organización durante ocho años y se convirtió en la primera mujer que presidió la organización en casi 50 años de historia. Casals formaba parte de la Junta de la organización desde 2008. 
A los pocos meses de liderar la asociación, Casals se puso al frente de la manifestación contra el recorte del Estatuto hecho por el Tribunal Constitucional, situado por numerosos analistas como epicentro del avance independentista de Cataluña. Un primer gesto que le serviría de carta de presentación en sociedad. A partir de aquí, los gestos fueron multiplicándose, haciendo de Casals y de Òmnium Cultural iconos del proceso, junto con la Asamblea Nacional Catalana (ANC), liderada por Carme Forcadell, y la Asociación de Municipios por la Independencia (AMI), presidida por el alcalde de Vich, Josep Maria Vila d'Abadal.

#### Diputada del Parlamento de Cataluña (2015-2016)
El 15 de julio de 2015 se dio a conocer que sería el número tres en la circunscripción electoral de Barcelona de la candidatura de Junts pel Sí pactada por CDC y ERC con las organizaciones independentistas para las elecciones al Parlamento de Cataluña de 2015, tras Raül Romeva y Carme Forcadell.
Un día después Casals comunicó que abandonaba la presidencia de Omnium para formar parte de la candidatura. El 21 de julio de 2015 fue sustituida al frente de la organización por el abogado y editor Quim Torra. Fue finalmente electa.

### Fallecimiento
El 30 de enero de 2016 sufrió un accidente en Barcelona al ser atropellada por un ciclista. Como consecuencia del atropello, sufrió un traumatismo craneoencefálico con un hematoma subdural que requirió drenaje quirúrgico. También se fracturó la pelvis; falleció en la madrugada del 14 de febrero a los 70 años, en el Hospital Clínico y Provincial de Barcelona.

### Condecoraciones y reconocimientos
Medalla de Oro de la Generalidad de Cataluña concedida a título póstumo el 16 de febrero de 2016 por el gobierno de la Generalidad de Cataluña en reconocimiento a su trayectoria cultural y política.
En octubre de 2019 el gobierno municipal de Barcelona aprobó el dar a un espacio público el nombre de Muriel Casals a iniciativa de JxCat.

## Obra
- 1992, La indústria a Catalunya. Tèxtil i confecció (en colaboración con V. Fabregat, F. Balcells y O. Homs), Departamento de Industria y Energía de la Generalidad de Cataluña.
- 1994, Crisi i renovació del tèxtil: La diversificació de la base econòmica en Sabadell: Indústria i Ciutat. 1800-1980, J.M. Benaut, E. Deu, J. Calvet (eds.) Abadía de Montserrat.
- 1999, La cultura, el mercat i la política en Informe per a la Catalunya del 2000. Societat, Economia, Política, Cultura. Fundación Jaume Bofill. Mediterrànea.
- 2000, Women and Work in Catalonia: Is Catalonia still a working society? en Networking Europe. Eassys on Regionalism and SocialDemocracy. E Bort and N. Evans (eds.) Liverpool University Press.
- 2007, Solving the "national" problems of Europe en European Union, the Next Fifty Years (FT-LSE).
- 2007, Per una Europa Oberta en Onze de Frankfurt. Instituto Ramon Llull.